# سید محمد علوی بروجردی
حاج سید محمد علوی بروجردی معروف به مدیر پیمانکار راه‌سازی در دوره رضاشاه پهلوی و نماینده مجلس شورای ملی بود.
در مورد حاج سید محمد نقل شد که در زمانی که مالک شرکت راه‌سازی بین تهران و مشهد بوده، رضا شاه به کاشان سفری داشته است و در حالی که مرد و زن با دیدن رضا شاه از ترس و دلهره ساکت و مبهوت بوده‌اند و هیچکس را یارای سخن نبوده است، به پیشواز می‌رود و ورورد او را به شهر کاشان تبریک می‌گوید. همین روحیه سبب می‌شود چند سال بعد به عنوان نماینده کاشان در مجلس شورای ملی انتخاب شود. گفته می‌شود به زبان فرانسه مسلط بوده است. 
در انتخابات دوره دهم مجلس شورای ملی که در کاشان از ششم تا شانزدهم بهمن ۱۳۱۳ برگزار شد، حاج سید محمد علوی با کسب ۱۴۶۵۳ رأی از مجموع ۱۵۸۹۰ رأیی که به صندوق ریخته شد، به عنوان نماینده کاشان و نطنز به مجلس راه یافت. 